# Гарланд (Тенеси)
Гарланд (енгл. Garland) град је у америчкој савезној држави Тенеси.

## Демографија
По попису из 2010. године број становника је 310, што је 1 (0,3%) становника више него 2000. године.
| Група             | 2000.       | 2010.       |
| Белци             | 303 (98,1%) | 300 (96,8%) |
| Афроамериканци    | 1 (0,3%)    | 0 (0,0%)    |
| Азијати           | 0 (0,0%)    | 1 (0,3%)    |
| Хиспаноамериканци | 0 (0,0%)    | 1 (0,3%)    |
| Укупно            | 309         | 310         |